# Векильський
Веки́льський (болг. Векилски) — село в Шуменській області Болгарії. Входить до складу общини Никола-Козлево.

## Населення
За даними перепису населення 2011 року у селі проживали 78 осіб, з них 76 осіб (97,4%) — болгари.
Розподіл населення за віком у 2011 році:
Динаміка населення: